# Teddy wird verpackt
Teddy wird verpackt ist eine deutsche Filmkomödie von 1916 innerhalb der Stummfilmreihe Teddy. Hauptdarsteller ist Paul Heidemann.

## Hintergrund
Der Film hat eine Länge von drei Akten auf 887 Metern, das entspricht in etwa 48 Minuten. Produziert wurde er von Eiko-Film GmbH Berlin. Im Juni 1916 durchlief er die Zensur. Er wurde von der Polizei Berlin mit einem Jugendverbot belegt, zudem wurde er für die Dauer des Krieges verboten (Nr. 39398), so dass er erst im Juni 1919 im Tauentzienpalast zur Uraufführung kam.